# Чемпіонат Європи з художньої гімнастики 1996
Чемпіонат Європи з художньої гімнастики 1996 пройшов з 29 травня по 2 червня в місті Аскер, Норвегія.

## Медалісти
| Дисципліна         | Золото                                         | Срібло                                       | Бронза                                          |
| Команда            | Команда                                        | Команда                                      | Команда                                         |
| ------------------ | ---------------------------------------------- | -------------------------------------------- | ----------------------------------------------- |
| Командна першість  | Україна Олена Вітриченко Катерина Серебрянська | Білорусь Лариса Лук'яненко Тетяна Огризко    | Болгарія Діана Попова Стела Салапатійська       |
| Особиста першість  |                                                |                                              |                                                 |
| Абсолютна першість | Катерина Серебрянська (UKR)                    | Яніна Батиршина (RUS)                        | Аміна Заріпова (RUS)                            |
| Вправа з м'ячем    | Катерина Серебрянська (UKR)                    | Яніна Батиршина (RUS) Олена Вітриченко (UKR) | Ніхто не нагороджено                            |
| Вправа з булавами  | Аміна Заріпова (RUS)                           | Катерина Серебрянська (UKR)                  | Олена Вітриченко (UKR) Наталія Ліпковська (RUS) |
| Вправа з скакалкою | Катерина Серебрянська (UKR)                    | Тетяна Огризко (BLR)                         | Діана Попова (BUL) Олена Вітриченко (UKR)       |
| Вправа з стрічкою  | Катерина Серебрянська (UKR)                    | Лариса Лук'яненко (BLR)                      | Тетяна Огризко (BLR) Діана Попова (BUL)         |

## Медалісти (групові вправи), юніори
| Дисципліна     | Золото         | Срібло         | Бронза         |
| Групові вправи | Групові вправи | Групові вправи | Групові вправи |
| -------------- | -------------- | -------------- | -------------- |
| 6 м'ячів       | Росія          | Білорусь       | Італія         |

## Медальний залік
| Місце               | Країна              | Золото | Срібло | Бронза | Загалом |
| ------------------- | ------------------- | ------ | ------ | ------ | ------- |
| 1                   | Україна (UKR)       | 5      | 2      | 2      | 9       |
| 2                   | Росія (RUS)         | 2      | 2      | 2      | 6       |
| 3                   | Білорусь (BLR)      | 0      | 4      | 1      | 5       |
| 4                   | Болгарія (BUL)      | 0      | 0      | 3      | 3       |
| 5                   | Італія (ITA)        | 0      | 0      | 1      | 1       |
| Загалом (5 збірних) | Загалом (5 збірних) | 7      | 8      | 9      | 24      |